# Иоффе, Эзрий Израилевич
Эзрий Израилевич Иоффе (1 июля 1903, Шарковщина — 23 июля 1978, Москва) — советский дерматолог, учёный-медик. Доктор медицинских наук (1936), профессор (1939). Один из основателей Сталинградского мединститута.

## Биография
Родился в многодетной семье меламеда Срола Лейбовича Иоффе (1865—?), в семье росли семь мальчиков и одна девочка. В 1915 году семья бежала из прифронтовой зоны в Таганрог. Был подмастерьем у сапожника, в 1918 году, изучив русский язык, сдал экстерном экзамены за четвёртый класс гимназии и поступил учеником в аптеку. В 1920 году начал учиться в школе второй ступени для взрослых и после её окончания в 1921 году поступил на медицинский факультет Ростовского университета.
Окончил медицинский факультет Ростовского университета (1926) и был оставлен ординатором при клинике кожных и венерических заболеваний. С 1929 работал венерологом Таганрогского вендиспансера, а с 1930 по 1934 — ординатором венерического отделения 2-го Единого вендиспансера Ростова-на-Дону. С 1930 по 1936 — младший, а затем старший научный сотрудник Азово-Черноморского научно-исследовательского кожно-венерического института. С 1931 по 1938 ассистент клиники кожно-венерических болезней Ростовского мединститута.
С 1938 заведующий кафедрой и клиникой кожно-венерических болезней Сталинградского мединститута. С 1943 по 1944 исполнял обязанности директора Сталинградского мединститута. В 1949 по 1949 консультант областного кожно-венерического диспансера. С 1950 по 1952 заведовал кафедрой и клиникой кожных и венерических болезней Хабаровского мединститута.
С 1952 зам. главврача, а затем главврач Казахского республиканского лепрозория в Кзыл-Орде.
С 1955 жил в Москве. Работал консультантом в поликлинике Управления делами ВЦСПС.

## Семья
Жена — кандидат медицинских наук Елизавета Абрамовна Наймарк (1904—1991), педиатр.
Дети:
- сын Михаил (1928), юрист;
- дочь Алла (1934—2015), кандидат химических наук[3].

Похоронен на Николо-Архангельском кладбище рядом с супругой.